# Karahıdırlı, Erdemli
Karahıdırlı là một xã thuộc huyện Erdemli, tỉnh Mersin, Thổ Nhĩ Kỳ. Dân số thời điểm năm 2011 là 1.046 người.